# Britannic (film)
Britannic – amerykańsko-brytyjski film telewizyjny z 2000 roku, w reżyserii Briana Trencharda-Smitha.

## Opis fabuły
Fabuła filmu skupia się na ostatnim rejsie Britannica do Grecji w 1916 roku. Niemcy posądzają Anglików o nielegalny przemyt broni do Egiptu i zamierzają uprowadzić statek do neutralnego portu, by tam przeprowadzić kontrolę materiałów znajdujących się na nim. W tym celu umieszczają na statku swoich szpiegów. Tymczasem Brytyjczycy podejrzewają, że na statku jest szpieg, i w tym celu umieszczają na nim Verę Campbell, agentkę wywiadu. Zostaje ona zatrudniona jako guwernantka bogatej damy. Głównym szpiegiem na Britannicu jest Reynolds, pastor, który zostaje później nakryty na przeszukiwaniu statku. Skręca kark człowiekowi, który go przyłapał. Między Verą a Reynoldsem rodzi się uczucie. Następnego dnia szpiedzy postanawiają przejąć kontrolę nad statkiem, jednak nie udaje im się to. Niemcy postanawiają storpedować liniowiec. Nie osiągają tego celu, gdyż jedna torpeda mija statek, a druga zostaje unieszkodliwiona przez Townsenda. 21 listopada Britannic, po wejściu na minę, tonie na Morzu Egejskim.

## Obsada
- Edward Atterton jako Reynolds
- Amanda Ryan jako Vera Campbell
- Jacqueline Bisset jako Lady Lewis
- Ben Daniels jako Townsend
- John Rhys-Davies jako kapitan Barlett
- Bruce Payne jako doktor Baker